# فریگولا
فریگولا نوعی پاستای سمولینا از منطقه ساردینیای ایتالیا است.

## توصیفات
اولین ارجاع به «فریگولا» به قرن ۱۴ برمی‌گردد. این پاستا در اندازه‌های مختلف تولید می‌شود، اما معمولاً از خمیر سمولینا تشکیل شده که به توپ‌های ۲–۳ میلی‌متری تبدیل و در فر برشته می‌شود. فریگولا مشابه آچینی دی پپه و کوسکوس است، هرچند شکل فیزیکی آن به مافتول و مغربیه نزدیک‌تر است. از آنجایی که این پاستا به قرن ۱۴ برمی‌گردد، در حال حاضر مشخص نیست که آیا روش تهیه آن از دستورهای کوسکوس شمال آفریقا که توسط مهاجران به ساردینیا آورده شده، مشتق شده یا اینکه به‌طور مستقل توسعه یافته است.
یک روش معمول برای تهیه «فریگولا» این است که آن را در سس گوجه‌فرنگی با صدف بپزید.